# Grand Prix automobile de Suède 1974
Résultats du Grand Prix de Suède de Formule 1 1974 qui a eu lieu sur le circuit de Scandinavie à Anderstorp près de Jönköping le 9 juin 1974.

## Classement
| Pos  | N° | Pilote               | Écurie            | Tours | Temps/Abandon       | Grille | Points |
| ---- | -- | -------------------- | ----------------- | ----- | ------------------- | ------ | ------ |
| 1    | 3  | Jody Scheckter       | Tyrrell-Ford      | 80    | 1 h 58 min 31 s 391 | 2      | 9      |
| 2    | 4  | Patrick Depailler    | Tyrrell-Ford      | 80    | + 0 s 380           | 1      | 6      |
| 3    | 24 | James Hunt           | Hesketh-Ford      | 80    | + 3 s 325           | 6      | 4      |
| 4    | 5  | Emerson Fittipaldi   | McLaren-Ford      | 80    | + 53 s 507          | 9      | 3      |
| 5    | 17 | Jean-Pierre Jarier   | Shadow-Ford       | 80    | + 1 min 16 s 403    | 8      | 2      |
| 6    | 26 | Graham Hill          | Lola-Ford         | 79    | + 1 tour            | 15     | 1      |
| 7    | 27 | Guy Edwards          | Lola-Ford         | 79    | + 1 tour            | 18     |        |
| 8    | 21 | Tom Belsø            | Iso Marlboro-Ford | 79    | + 1 tour            | 21     |        |
| 9    | 8  | Rikky von Opel       | Brabham-Ford      | 79    | + 1 tour            | 20     |        |
| 10   | 10 | Vittorio Brambilla   | March-Ford        | 78    | Moteur              | 17     |        |
| 11   | 28 | John Watson          | Brabham-Ford      | 77    | + 3 tours           | 14     |        |
| Dsq. | 22 | Vern Schuppan        | Ensign-Ford       | 77    | Disqualifié         | 26     |        |
| Abd. | 12 | Niki Lauda           | Ferrari           | 70    | Boîte de vitesses   | 3      |        |
| Abd. | 9  | Reine Wisell         | March-Ford        | 59    | Suspension          | 16     |        |
| Abd. | 6  | Denny Hulme          | McLaren-Ford      | 56    | Suspension          | 12     |        |
| Abd. | 19 | Jochen Mass          | Surtees-Ford      | 53    | Suspension          | 22     |        |
| Abd. | 7  | Carlos Reutemann     | Brabham-Ford      | 30    | Fuite d'huile       | 10     |        |
| Abd. | 2  | Jacky Ickx           | Lotus-Ford        | 27    | Moteur              | 7      |        |
| Abd. | 11 | Clay Regazzoni       | Ferrari           | 24    | Boîte de vitesses   | 4      |        |
| Abd. | 18 | Carlos Pace          | Surtees-Ford      | 15    | Tenue de route      | 24     |        |
| Abd. | 1  | Ronnie Peterson      | Lotus-Ford        | 8     | Transmission        | 5      |        |
| Abd. | 23 | Leo Kinnunen         | Surtees-Ford      | 8     | Moteur              | 25     |        |
| Abd. | 33 | Mike Hailwood        | McLaren-Ford      | 5     | Fuite d'essence     | 11     |        |
| Abd. | 14 | Jean-Pierre Beltoise | BRM               | 3     | Moteur              | 13     |        |
| Abd. | 16 | Bertil Roos          | Shadow-Ford       | 2     | Boîte de vitesses   | 23     |        |
| Abd. | 15 | Henri Pescarolo      | BRM               | 0     | Incendie            | 19     |        |
| Nq.  | 20 | Richard Robarts      | Iso Marlboro-Ford |       | Non qualifié        |        |        |

Légende :
- Abd.=Abandon

## Pole position et record du tour
- Pole position : Patrick Depailler en 1 min 24 s 758 (vitesse moyenne : 170,660 km/h).
- Tour le plus rapide : Patrick Depailler en 1 min 27 s 262 au 72e tour (vitesse moyenne : 165,763 km/h).

## Tours en tête
- Jody Scheckter : 80 (1-80)

## À noter
- 1e victoire pour Jody Scheckter.
- 17e victoire pour Tyrrell en tant que constructeur.
- 72e victoire pour Ford en tant que motoriste.
- 1re pole position pour Patrick Depailler.
- 1er meilleur tour en course pour Patrick Depailler.
- 1er podium pour Patrick Depailler.
- 1er podium pour l'écurie Hesketh.
- 1re victoire d'un pilote sud-africain en championnat du monde de Formule 1